# ماتياس تسيغلر
ماتياس تسيغلر هو عازف فلوت ‏ سويسري، ولد في 13 فبراير 1955.

## وصلات خارجية
- ماتياس تسيغلر على موقع ميوزك برينز (الإنجليزية)
- ماتياس تسيغلر على موقع ديسكوغز (الإنجليزية)